# Empire – die neue Weltordnung
Empire – die neue Weltordnung ist ein Buch des US-amerikanischen Literaturwissenschaftlers Michael Hardt und des italienischen Philosophen Antonio Negri. Es wurde von Slavoj Žižek als Versuch eines „kommunistische[n] Manifest[s] des 21. Jahrhunderts“ bezeichnet und gilt als zentrales Werk des Postoperaismus. Die englischsprachige Originalausgabe (Empire. Globalization as a new Roman order, awaiting its early Christians) erschien 2000, die deutsche Übersetzung 2002.
Inzwischen sind ein zweiter Band (Multitude – Krieg und Demokratie im Empire) und ein dritter Band (Common Wealth: Das Ende des Eigentums) erschienen.

## Zum Inhalt
Empire versucht, die Weltordnung am Ende des 20. bzw. Anfang des 21. Jahrhunderts zu beschreiben. Der Imperialismus als Stadium des Kapitalismus sei endgültig überwunden. Souverän seien nicht mehr die Nationalstaaten, sondern das Kapital selbst, das über drei Machtinstrumente verfüge: die Atombombe, das Geld und den „Äther“, verstanden als transnationale Kommunikationssysteme. Nun habe die Macht kein eindeutiges Zentrum mehr, sie sei vielmehr überall, sie durchziehe das Leben als „Bio-Macht“, die Nationalstaaten verlören an Bedeutung, Kriege würden zu Polizeiaktionen, es werde immateriell und vernetzt produziert („Immaterielle Arbeit“). Die Institutionen der Disziplinargesellschaft nach Michel Foucault, wie etwa Schule, Gefängnis oder Klinik, verlören ihre Begrenzung und würden über die ganze Gesellschaft ausgedehnt. Daraus bilde sich die allgegenwärtige Kontrollgesellschaft. Diese kennzeichne Sprachverhältnisse, militärische Einheiten, Muster der Migration, soziale Bewegungen, Firmen, physiologische Strukturen und sogar persönliche Beziehungen.
Das Empire kenne kein Außen mehr, es umfasse die ganze Welt und das ganze Leben. Es könne mit verschiedenen Subjektformen, flachen Hierarchien und dem vielfältigen Austausch in Computernetzwerken flexibel umgehen. Dennoch sei seine Macht nur scheinbar. Das Empire könne immer nur reagieren auf die Aktionen der Multitude (Menge, Vielheit). Sie sei es, die kreativ und produktiv ist und dadurch das Empire erst erschaffe. Das Empire sei nichts ohne die Multitude.
„Multitude“ ist in dem Buch Empire ein schillernder Begriff und schwer übersetzbar, er wird in Multitude – Krieg und Demokratie im Empire genauer ausgeführt. In der deutschen Übersetzung wird „Menge“ verwendet, man kann ihn aber auch als Vielheit, als Vielfalt (von Personen, Subjekten, „Singularitäten“) verstehen. Er geht zurück auf die Philosophie von Cicero (de re publica), Spinoza (Multitudo) und Gilles Deleuze (Rhizom).

Da es kein Außen mehr gibt, ist nach Negri und Hardt jede Politik verfehlt, die sich auf einen Standpunkt außerhalb des Empire bezieht. Stattdessen gelte es, die Multitude „zu sich selbst“ kommen zu lassen und so das parasitäre Empire abzuwerfen und einen erneuerten Kommunismus zu erreichen. Dies geschehe im Prozess der Durchsetzung dreier Rechte: der Weltbürgerschaft, des sozialen Lohnes und der Wiederaneignung.
Negri und Hardt skizzieren eine Utopie, nach der die Multitude ein „Gegen-Empire“ bilden werde, in dem alles Schlechte auf der Welt überwunden und ein „neuer Mensch“ entstehen werde. Piercings und Tätowierungen seien nur die ersten Vorboten einer solchen Transformation des Körpers.

## Rezeption
Das Buch erreichte ein großes Publikum und wurde als „Kommunistisches Manifest des 21. Jahrhunderts“ und als „Bibel der Globalisierungskritik“ gehandelt. Es stieß aber auch auf deutliche Kritik. Jörg Lau monierte in der Zeit das „pseudowissenschaftliche Gedröhne“ und das verbreitete Pathos des Buches: Viele Passagen würden „zwischen nietzscheanischer Männerfantasie und öligem Befreiungskitsch reichlich delirant schillern“. Inhaltlich gehe es um die Versöhnung zahlreicher nicht eingetroffener marxistischer Prognosen mit dem Befund eines weiterhin weltweit vitalen Kapitalismus, was Lau kommentiert:

„Der Gedanke, dass es da womöglich nichts zu versöhnen gibt, dass vielleicht die betroffenen Theorien schlicht falsch waren und vom Gang der Geschichte widerlegt wurden, wird gar nicht erst zugelassen.“

Der amerikanische Historiker Matthew Connolly tat das Buch 2006 als „413 Seiten voller Plattitüden“ ab.

### Kritik an Negri/Empire
- Das Imperium schlägt zurück von Maria Turchetto, aus dem Italienischen von Wildcat
- Schritte in die falsche Richtung von John Holloway
- Negris Klassenanalyse: Die Metaphysik des »gesellschaftlichen Arbeiters«, Steve Wright
- Jenseits des Imperialismus? Eine Kritik an Negris und Hardts "Empire" von der Gruppe Arbeitermacht
- Alles vermengt. Das Empire, die Multitude und die Biopolitik. Von Andreas Benl Kritik aus der Perspektive kritischer Theorie
- The Empire does not exist (englisch)